# 公牛鯊
公牛鲨，又稱低鰭真鯊，是一種溫暖及沿岸淺水帶常見的鯊魚。 為軟骨魚綱真鯊目真鯊科的其中一種，被IUCN列為易危保育類動物。不像其他的海鯊，公牛鯊可以在淡水中活動，但並非真正的淡水鯊魚。牠們可以在河流出沒，因此是造成近岸攻擊人類的元兇，包括很多被認為是其他物種（比如大白鲨）造成的個案。

## 分類
公牛鯊的名字是來自牠那敦實的身型、闊平的鼻端及不能預測的攻擊性行為。在印度，公牛鯊一般被稱為孫德爾本斯或恆河鯊，是孟加拉魚咖哩的佳餚。在非洲，牠普遍被稱為赞比西河鯊。牠的廣泛分佈及不同的棲息地令牠在不同地方有不同的名字，例如尼加拉瓜鯊等。

## 特殊構造
公牛鯊的尾部附近有一個特殊的內臟能儲存鹽分，特化的腎臟能循環利用身體裡的鹽分，使公牛鯊幾乎能居住在淡水域中一段時間。

## 分佈及棲息地
公牛鯊在溫暖海洋的沿岸地區、河流及湖，淡水或鹹水都很常見。在大西洋，從美國麻薩諸塞州至巴西南部及從摩洛哥至安哥拉都可以見到牠們的蹤影。在印度洋，牠們出沒於南非至肯亞、印度、越南至澳洲。估計有多於500頭公牛鯊在澳洲昆士蘭的布里斯本河及更多的在黃金海岸。在太平洋，牠們生活於下加利福尼亞州至厄瓜多爾。牠們亦有生活在亞馬遜河的中央，而最遠的紀錄是在密西西比河差不多到達伊利諾州。尼加拉瓜湖、東印度西孟加拉邦及阿薩姆邦並鄰接的孟加拉的恆河及雅魯藏布江，都是牠們出沒的地方。牠們可以生活在任何的水域，包括南非高鹽分的聖露西亞湖。於2005年颶風卡特里娜橫掃美國後，在龐恰特雷恩湖發現大量的公牛鯊。牠們可以到達水深150米的地方，但一般不會深於300米；在墨西哥的一些湖中也會出現。
學者們最近認為在尼加拉瓜湖的公牛鯊應該是另一物種，因為這個湖沒有出口。有發現指牠們會像鮭魚般跳過急湍。在湖中標識的公牛鯊後來在海中被找到。

## 解剖及外觀
公牛鯊的身型很大及堅實。雄性可達2.1米長及90公斤重。雌性則更大，達3.5米長及230公斤重。公牛鯊較其他鯊魚相對的闊，頂部及底部分別呈灰色及白色。第二背鰭較第一背鰭細小。

## 飲食
公牛鯊的食物主要包括魚類、其他鯊魚、鰩目、海豚、龜、鳥類、軟體動物、棘皮動物、甲殼亞門，甚至陸地上的哺乳動物。

## 行為
公牛鯊通常獨自出沒獵食，一般在淺水區徘徊。公牛鯊可以表現溫順，但可以突然亢奮并具有高度攻擊性和極端的领地意识，會攻擊其他入侵的生物，包括人類，甚至襲擊澳洲昆士蘭省布里斯本河的賽馬。公牛鯊與大白鯊、鼬鲛及遠洋白鰭鯊是四種最危險的鯊魚。
於1916年，在馬塔旺發生的鯊魚襲擊事件，最初認為大白鯊是原兇（其後引發拍攝電影《大白鯊》），但似乎是由一條或多條公牛鯊所造的。很多專家都認為公牛鯊是傑克遜港多宗死亡事故的原兇，而大部分這些個案都被認為是大白鯊造成的。在印度，公牛鯊在恆河生活，亦殺死及傷害大量的生命。牠們亦會吃印度人放在河上的死屍。很多這些都誤認為印度露齒鯊是原兇。灰護士鯊亦曾於1960年代及1970年代被誤會。

## 繁殖
公牛鯊於夏天，一般在河口的汽水水域生產。經過一年的妊娠期後，一頭公牛鯊會產13頭幼鯊（牠們是胎生的）。幼鯊出生時長約70厘米，約需10年的時間來達至成熟。